# Leichtathletik-Weltmeisterschaften 2015/Teilnehmer (Bahamas)
| Gelbes Symbol für Goldmedaillen mit stilisierten Olympischen Ringen | Graues Symbol für Silbermedaillen mit stilisierten Olympischen Ringen | Braundes Symbol für Bronzemedaillen mit stilisierten Olympischen Ringen |
| ------------------------------------------------------------------- | --------------------------------------------------------------------- | ----------------------------------------------------------------------- |
| —                                                                   | 1                                                                     | 1                                                                       |

Der Leichtathletikverband der Bahamas nominierte 25 Athleten für die Leichtathletik-Weltmeisterschaften 2015 in der chinesischen Hauptstadt Peking.

## Medaillen
Mit je einer gewonnenen Silber- und Bronzemedaille belegte das Team der Bahamas Rang 22 im Medaillenspiegel.

### Medaillengewinner

#### Silber
- Shaunae Miller: 400 m

#### Bronze
- Jeffrey Gibson: 400 m Hürden

## Ergebnisse

### Männer

#### Laufdisziplinen
| Athlet                                                                               | Disziplin    | Vorlauf          | Vorlauf          | Halbfinale         | Halbfinale         | Finale             | Finale             |
| Athlet                                                                               | Disziplin    | Zeit             | Platz            | Zeit               | Platz              | Zeit               | Platz              |
| ------------------------------------------------------------------------------------ | ------------ | ---------------- | ---------------- | ------------------ | ------------------ | ------------------ | ------------------ |
| Shavez Hart                                                                          | 100 m        | nicht angetreten | nicht angetreten | nicht angetreten   | nicht angetreten   | nicht angetreten   | nicht angetreten   |
| Shavez Hart                                                                          | 200 m        | nicht angetreten | nicht angetreten | nicht angetreten   | nicht angetreten   | nicht angetreten   | nicht angetreten   |
| Teray Smith                                                                          | 200 m        | 20,91 s          | 43               | nicht qualifiziert | nicht qualifiziert | nicht qualifiziert | nicht qualifiziert |
| Michael Mathieu                                                                      | 200 m        | nicht angetreten | nicht angetreten | nicht angetreten   | nicht angetreten   | nicht angetreten   | nicht angetreten   |
| Michael Mathieu                                                                      | 400 m        | 45,07 s          | 20               | 45,43 s            | 23                 | nicht qualifiziert | nicht qualifiziert |
| Chris Brown                                                                          | 400 m        | 44,68 s          | 14               | 45,07 s            | 18                 | nicht qualifiziert | nicht qualifiziert |
| Steven Gardiner                                                                      | 400 m        | 45,26 s          | 27               | 44,98 s            | 16                 | nicht qualifiziert | nicht qualifiziert |
| Jeffrey Gibson                                                                       | 400 m Hürden | 49,09 s          | 13               | 48,37 s            | 3                  | 48,17 s            | Bronze             |
| Jonathan Farquharson Warren Fraser Shavez Hart Elroy McBride Teray Smith             | 4 × 100 m    | 38,96 s          | 12               |                    |                    | nicht qualifiziert | nicht qualifiziert |
| Andretti Bain Chris Brown Steven Gardiner Ramon Miller Alonzo Russell LaToy Williams | 4 × 400 m    | disqualifiziert  | disqualifiziert  |                    |                    | –––                | –––                |

#### Sprung/Wurf
| Athlet               | Disziplin  | Qualifikation | Qualifikation | Finale             | Finale             |
| Athlet               | Disziplin  | Weite/Höhe    | Platz         | Weite/Höhe         | Platz              |
| -------------------- | ---------- | ------------- | ------------- | ------------------ | ------------------ |
| Latario Collie-Minns | Dreisprung | 16,21 m       | 23            | nicht qualifiziert | nicht qualifiziert |
| Leevan Sands         | Dreisprung | 16,73 m       | 12            | 16,68 m            | 10                 |
| Trevor Barry         | Hochsprung | 2,29 m        | 10            | 2,25 m             | 10                 |
| Ryan Ingraham        | Hochsprung | 2,26 m        | 25            | nicht qualifiziert | nicht qualifiziert |
| Donald Thomas        | Hochsprung | 2,29 m        | 10            | 2,29 m             | 6                  |

### Frauen

#### Laufdisziplinen
| Athletin                                                                     | Disziplin | Vorlauf          | Vorlauf          | Halbfinale         | Halbfinale         | Finale             | Finale             |
| Athletin                                                                     | Disziplin | Zeit             | Platz            | Zeit               | Platz              | Zeit               | Platz              |
| ---------------------------------------------------------------------------- | --------- | ---------------- | ---------------- | ------------------ | ------------------ | ------------------ | ------------------ |
| Sheniqua Ferguson                                                            | 100 m     | 11,48 s          | 35               | nicht qualifiziert | nicht qualifiziert | nicht qualifiziert | nicht qualifiziert |
| Sheniqua Ferguson                                                            | 200 m     | 23,44 s          | 42               | nicht qualifiziert | nicht qualifiziert | nicht qualifiziert | nicht qualifiziert |
| Shaunae Miller                                                               | 200 m     | nicht angetreten | nicht angetreten | nicht angetreten   | nicht angetreten   | nicht angetreten   | nicht angetreten   |
| Shaunae Miller                                                               | 400 m     | 50,53 s          | 5                | 50,12 s            | 3                  | 49,67 s            | Silber             |
| Christine Amertil Adanaca Brown Lanece Clarke Shaunae Miller Katrina Seymour | 4 × 400 m | 3:28,46 min      | 10               |                    |                    | nicht qualifiziert | nicht qualifiziert |

#### Sprung/Wurf
| Athletin      | Disziplin  | Qualifikation | Qualifikation | Finale             | Finale             |
| Athletin      | Disziplin  | Weite         | Platz         | Weite              | Platz              |
| ------------- | ---------- | ------------- | ------------- | ------------------ | ------------------ |
| Bianca Stuart | Weitsprung | 6,34 m        | 25            | nicht qualifiziert | nicht qualifiziert |